# Les Enfants du temps
Les Enfants du temps (天気の子, Tenki no ko), aussi connu sous son nom anglais Weathering with You, est un film d'animation japonais écrit et réalisé par Makoto Shinkai et produit par CoMix Wave Films suivant le succès de 2016 Your Name. Le film est sorti le 19 juillet 2019 au Japon et le 8 janvier 2020 en France,.
Au moment de sa sortie, il est le dernier film japonais à avoir rapporté plus de 10 milliards de yens au box-office japonais de 2019, le précédent étant Your Name., trois ans auparavant ; il est le 7e film japonais le plus lucratif au Japon. Tenki no ko est également le long-métrage le plus rentable de 2019 au Japon, devançant le film en prise de vues réelles Aladdin.

## Synopsis
Le jeune lycéen Hodaka Morishima quitte son domicile sur une île isolée  pour s'installer à Tokyo, mais il manque rapidement d'argent. Il vit dans l'isolement mais trouve finalement un travail en tant qu'écrivain pour un magazine occulte louche. Après que Hodaka commence à travailler, le temps reste pluvieux jour après jour. Un jour, dans un coin très fréquenté de la ville, il rencontre une jeune fille nommée Hina Amano. Hina et son jeune frère vivent ensemble mais mènent une vie joyeuse et stable. Cette fille enjouée et déterminée possède un pouvoir étrange et merveilleux : le pouvoir d'arrêter la pluie et de dégager le ciel.

## Personnages
Hodaka Morishima (森嶋帆高, Morishima Hodaka)
Voix japonaise : Kotarō Daigo (ja), voix française : Gabriel Bismuth-Bienaimé
Un lycéen de 1re année qui vivait sur une île isolée mais qui a décidé d'emménager à Tokyo où il est rapidement fauché. Il vit ses jours dans l'isolement, mais trouve finalement un travail en tant qu'écrivain pour un magazine occulte louche.
Hina Amano (天野陽菜, Amano Hina)
Voix japonaise : Nana Mori, voix française : Maryne Bertieaux
Une fille joyeuse et déterminée qui vit avec son frère. Elle a le pouvoir d'arrêter la pluie et de dégager le ciel.
Keisuke Suga (須賀圭介, Suga Keisuke)
Voix japonaise : Shun Oguri, voix française : Jérôme Pauwels
C'est un écrivain.
Natsumi (夏美)
Voix japonaise : Tsubasa Honda, voix française : Zina Khakhoulia
Une étudiante qui travaille au bureau de Keisuke.
Tomi (冨美)
Voix japonaise : Chieko Baishō
Une vieille dame.
Nagi Amano (天野凪, Amano Nagi)
Voix japonaise : Sakura Kiryū (ja), voix française : Mathieu Dupire
Le petit frère d'Hina. Hodaka l'appelle "sensei" du fait de ses talents de drague.
Yasui (安井)
Voix japonaise : Sei Hiraizumi (ja), voix française : Rémi Barbier
Un ancien inspecteur de police.
Takai (高井)
Voix japonaise : Yūki Kaji, voix française : Anatole de Bodinat
Un inspecteur qui est un collègue de Yasui.

## Fiche technique
- Titre original : Tenki no ko (天気の子?)
- Titre international : Weathering with You
- Titre français : Les Enfants du temps
- Réalisation : Makoto Shinkai
- Scénario : Makoto Shinkai
- Direction de l'animation : Atsushi Tamura
- Character designer : Masayoshi Tanaka
- Musique : RADWIMPS
- Pays :  Japon
- Langue : japonais
- Format : couleur
- Dates de sortie :
  -  Japon : 19 juillet 2019
  -  Hong Kong : 8 août 2019
  -  Indonésie : 21 août 2019
  -  Australie/ Nouvelle-Zélande : 22 août 2019
  -  Philippines : 28 août 2019
  -  Viêt Nam : 30 août 2019
  -  Brunei/ Malaisie/ Thaïlande[9] : 5 septembre 2019
  -  Singapour/ Taïwan : 12 septembre 2019
  -  Inde : 11 octobre 2019
  -  Italie : 14 octobre 2019
  -  Russie : 31 octobre 2019
  -  Chine : 1er novembre 2019
  -  Espagne : 29 novembre 2019
  -  France : 8 janvier 2020
  -  États-Unis/ Canada/ Royaume-Uni : 17 janvier 2020

## Production
Le 2 août 2018, Makoto Shinkai révélait qu'il réalisait un nouveau long métrage pour 2019. L'équipe de production comprend Masayoshi Tanaka en tant que concepteur de personnages, Atsushi Tamura en tant qu'animateur superviseur et Hiroshi Takiguchi en tant que superviseur de décors.

### Distribution des rôles
Plus de 2 000 personnes ont été auditionnées pour doubler les deux protagonistes du film, dans lesquelles Kotarō Daigo et Nana Mori ont finalement été choisis. Les autres rôles clés sont remplis par le reste de l'équipe de Your Name.. Les sessions d'enregistrement ont commencé le 27 avril. Le 29 mai 2019, des acteurs supplémentaires ont été annoncés : Shun Oguri (Keisuke Suga), Tsubasa Honda (Natsumi), Chieko Baisho (Tomi), Sakura Kiryuu (Nagisa Amano), Sei Hiraizumi (Yasui), Yuki Kaji (Takai).

### Musique
Le 26 août 2017, Makoto Shinkai a envoyé le scénario du film à Yōjirō Noda pour ses opinions, avant de recevoir la chanson Ai ni dekiru koto wa mada aru kai (愛にできることはまだあるかい, litt. « Y a-t-il encore quelque chose que l'amour peut faire ? ») des RADWIMPS, qui est ensuite utilisé comme chanson thème dans le film,. La chanson thème Grand Escape (グランドエスケープ, Gurandoesukēpu, litt. « Grande évasion ») est interprétée en featuring par Tōko Miura (ja), qui a été sélectionnée après une audition qui a duré près d'un an,.

#### Bande originale
La bande originale est publiée dans le monde entier le jour de la sortie du film.
| Weathering With You | Weathering With You                                                                                | Weathering With You | Weathering With You | Weathering With You | Weathering With You | Weathering With You | Weathering With You | Weathering With You | Weathering With You |
| No                  | Titre                                                                                              | Paroles             | Durée               |                     |                     |                     |                     |                     |                     |
| ------------------- | -------------------------------------------------------------------------------------------------- | ------------------- | ------------------- | ------------------- | ------------------- | ------------------- | ------------------- | ------------------- | ------------------- |
| 1.                  | Theme Of "Weathering With You" (『天気の子』のテーマ)                                              |                     | 0:41                |                     |                     |                     |                     |                     |                     |
| 2.                  | The Taste Of Kindness (優しさの味)                                                                 |                     | 0:48                |                     |                     |                     |                     |                     |                     |
| 3.                  | First Visit To K&A (K&A 初訪問)                                                                    |                     | 1:49                |                     |                     |                     |                     |                     |                     |
| 4.                  | Welcome To Senpikan (占秘館へようこそ)                                                             |                     | 0:53                |                     |                     |                     |                     |                     |                     |
| 5.                  | K&A Welcoming Ceremony (K&A 入社式)                                                                |                     | 1:03                |                     |                     |                     |                     |                     |                     |
| 6.                  | Voice Of Wind (Movie Edit) (風たちの声 (Movie Edit))                                               |                     | 2:37                |                     |                     |                     |                     |                     |                     |
| 7.                  | Saving Hina (陽菜、救出)                                                                           |                     | 1:47                |                     |                     |                     |                     |                     |                     |
| 8.                  | Sky Clearing Up (晴れゆく空)                                                                       |                     | 2:13                |                     |                     |                     |                     |                     |                     |
| 9.                  | Sea In The Sky (空の海)                                                                            |                     | 0:59                |                     |                     |                     |                     |                     |                     |
| 10.                 | Visiting Home (御宅訪問)                                                                           |                     | 3:42                |                     |                     |                     |                     |                     |                     |
| 11.                 | First Part Time Job As Sunshine Girl (初の晴れ女バイト)                                            |                     | 1:19                |                     |                     |                     |                     |                     |                     |
| 12.                 | Celebration (Movie Edit) [feat. Toko Miura] (祝祭 (Movie Edit) feat.三浦透子)                      |                     | 2:36                |                     |                     |                     |                     |                     |                     |
| 13.                 | Fireworks Festival (花火大会)                                                                      |                     | 3:05                |                     |                     |                     |                     |                     |                     |
| 14.                 | Shrine Of Weather (気象神社)                                                                       |                     | 2:40                |                     |                     |                     |                     |                     |                     |
| 15.                 | Shiba Ko-en (芝公園)                                                                               |                     | 3:12                |                     |                     |                     |                     |                     |                     |
| 16.                 | Two Confessions (二つの告白)                                                                       |                     | 1:36                |                     |                     |                     |                     |                     |                     |
| 17.                 | City Crisis (首都危機)                                                                             |                     | 1:37                |                     |                     |                     |                     |                     |                     |
| 18.                 | Snow In Midsummer (真夏の雪)                                                                       |                     | 1:18                |                     |                     |                     |                     |                     |                     |
| 19.                 | Power Of The Weather (天気の力)                                                                    |                     | 1:22                |                     |                     |                     |                     |                     |                     |
| 20.                 | Time With Family (家族の時間)                                                                      |                     | 2:33                |                     |                     |                     |                     |                     |                     |
| 21.                 | Hina, Fading Away (消えゆく陽菜)                                                                   |                     | 1:08                |                     |                     |                     |                     |                     |                     |
| 22.                 | Eternity Above Clouds (永遠の雲の上)                                                               |                     | 0:52                |                     |                     |                     |                     |                     |                     |
| 23.                 | Clear Sky And Loss (晴天と喪失)                                                                    |                     | 2:45                |                     |                     |                     |                     |                     |                     |
| 24.                 | Hodaka Escapes / Kid's Plot (帆高、逃走～子供達の画策)                                             |                     | 3:01                |                     |                     |                     |                     |                     |                     |
| 25.                 | Bike Chasing (バイクチェイス)                                                                      |                     | 0:59                |                     |                     |                     |                     |                     |                     |
| 26.                 | Running With Hina (陽菜と、走る帆高)                                                               |                     | 2:23                |                     |                     |                     |                     |                     |                     |
| 27.                 | Is There Still Anything That Love Can Do? (Movie Edit) (愛にできることはまだあるかい (Movie Edit)) | Yōjirō Noda         | 2:30                |                     |                     |                     |                     |                     |                     |
| 28.                 | Grand Escape (Movie Edit) [feat. Toko Miura] (グランドエスケープ (Movie Edit) feat.三浦透子)       |                     | 3:08                |                     |                     |                     |                     |                     |                     |
| 29.                 | Rain Again (ふたたびの、雨)                                                                        |                     | 0:44                |                     |                     |                     |                     |                     |                     |
| 30.                 | We'll Be Alright (Movie Edit) (大丈夫 (Movie Edit))                                                |                     | 4:18                |                     |                     |                     |                     |                     |                     |
| 31.                 | Is There Still Anything That Love Can Do? (愛にできることはまだあるかい)                           | Yōjirō Noda         | 6:54                |                     |                     |                     |                     |                     |                     |
| 1:06:48             | |                     |                     |                     |                     |                     |                     |                     |                     |

## Sortie
Le 13 décembre 2018, une conférence de presse a eu lieu pour révéler le titre du film et a annoncé sa sortie le 19 juillet 2019 au Japon. Le producteur Genki Kawamura a présenté le 14 juin 2019, lors du Festival international du film d'animation d'Annecy, une séance de projection du travail en cours qui a seulement été ouverte aux professionnels de l'industrie et aux étudiants.
Le site officiel de Tenki no ko a annoncé le 20 septembre que le film serait projeté aux formats 4DX et MX4D dans tout le Japon à partir du 27 septembre,.
Makoto Shinkai a confirmé en avril 2019 que le film obtiendrait une sortie mondiale, et des sorties ont déjà été décidées pour l'Amérique du Nord, l'Europe, l'Asie et l'Amérique du Sud.
En Asie, Edko Films a annoncé la sortie du film à Hong Kong pour le 8 août ; Encore Films a diffusé une bande-annonce sous-titrée en malais, chinois et anglais, et a annoncé et sorti le film dans plusieurs pays d'Asie du Sud : l'Indonésie le 21 août,, Viêt Nam le 30 août, Malaisie le 5 septembre et Singapour le 12 septembre ; et Pioneer Films a confirmé la sortie du film aux Philippines pour le 28 août. Le producteur Genki Kawamura a déclaré vouloir sortir le film en Inde à la suite d'une pétition demandant sa sortie dans le pays qui a réuni 53 000 signataires. Le 10 août, le réalisateur Makoto Shinkai et le compte officiel de Tenki no ko ont annoncé sur Twitter que le film serait projeté dans 20 villes indiennes, dont Mumbai et Delhi, à compter du 11 octobre 2019 ; il sera distribué par la plate-forme de films à la demande Vkaao, soutenue par PVR Pictures et BookMyShow. Il s'agira du premier film d'animation japonais mature à être présenté en Inde. CJ CGV (en) a indiqué que les projections du film débuterait en Corée du Sud à partir du 30 octobre 2019,. Le distributeur de films thaïlandais Major Group avait initialement annoncé que le film sortirait en Thaïlande le 7 novembre 2019, mais a été avancé au 5 septembre 2019. Le long-métrage est également sorti à Taïwan par GaragePlay depuis le 12 septembre 2019. Le film a été approuvé par Pékin et est projeté sur les écrans chinois le 1er novembre 2019,.
GKIDS (en) a annoncé avoir acquis les droits nord-américains du film dont ils vont le projeter spécialement en 2019 pour une « série de qualifications de prix », suivi d'une sortie en salle avec une version originale sous-titrée en anglais et une version doublée à partir du 17 janvier 2020,,. La 44e édition du Festival international du film de Toronto, qui s'est tenue du 5 au 5 septembre 2019, a accueilli la première nord-américaine du film ; dans le cadre de la catégorie « Special Presentations », il est éligible à concourir pour le People's Choice Award. GKIDS a présenté le film aux États-Unis au Animation Is Film Festival le 18 octobre 2019, en présence de Makoto Shinkai.
En Europe, Anime Limited a acquis les droits de distribution du film au Royaume-Uni et en Irlande avec une avant-première au Scotland Loves Anime le 12 octobre 2019 et une sortie en salle à partir du 17 janvier 2020,,. Dynit et Nexo Digital projetteront le film en Italie entre le 14 et le 16 octobre 2019. Le distributeur Volga Film Company a confirmé la sortie du film pour le 31 octobre 2019 en Russie. Selecta Visión a les droits espagnols du film et le diffusera le 29 novembre 2019,,. En France, le film est licencié par @Anime et sera distribué en partenariat avec BAC Films sous le titre Les Enfants du temps à partir du 8 janvier 2020,.
En Australie et en Nouvelle-Zélande, Madman Entertainment a acquis les droits du film et a commencé sa projection en salle depuis le 22 août 2019.

## Accueil

### Prix et classements
Tenki no ko a remporté en octobre 2019 le prix du public de l'Animation Is Film Festival, un festival d'animation se déroulant à Los Angeles aux États-Unis. Le 2 novembre 2019, il gagne le Prix du public des Utopiales, Festival International de Science-fiction de Nantes, en France.
Le film est lauréat dans la catégorie du « Meilleur film d'animation » des Asia Pacific Screen Awards (en) en novembre 2019.

### Box-office
Projeté dans 359 cinémas et sur 448 écrans, le film d'animation a vendu 1 159 020 billets pour rapporter 1 643 809 400 yens (environ 13,58 millions d'euros) au cours de ses trois premiers jours au box-office japonais ; le film a rapporté 28,6% de plus au cours de son weekend d'ouverture, comparé au précédent film de Makoto Shinkai, Your Name., et les 1,2 milliard de yens au cours de ses trois premiers jours d'exploitation.
Le long-métrage reste à la première place du box-office pour son deuxième weekend avec 704 000 billets écoulés, rapportant plus d'un milliard de yens (près de 8,4 millions d'euros) ; en 11 jours, Tenki no ko a vendu 3 millions de billets pour raporter plus de 4 milliards de yens (environ 33 millions d'euros). Pour son troisième weekend, le film est toujours à la première place du box-office avec 505 000 billets vendus rapportant 718 133 400 ¥ (environ 6 millions d'euros) ; il a vendu, en 17 jours, 4 336 897 billets pour 5 908 466 600 ¥ (approximativement 49,5 millions d'euros).
En 34 jours, le long métrage a écoulé 7 519 350 billets rapportant au total 10 073 344 500 yens (plus de 85,8 millions d'euros) ; il est actuellement le dernier film japonais à avoir gagné plus de 10 milliards de yens, le précédent étant Your Name., il y a trois ans.
Tenki no ko se place de nouveau en tête du box-office pour son sixième weekend d'exploitation, avec 305 000 billets écoulés pour 420 665 000 ¥ du 23 au 25 août 2019 ; au total, le film a vendu 8 millions de billets pour 10 734 722 500 yens (plus de 91,5 millions d'euros). Lors de son septième weekend d'exploitation, le film s'est maintenu à la première place du box-office avec 347 000 billets vendus pour 416 579 300 ¥ ; il cumule au total, depuis sa sortie, 8,75 millions de billets vendus pour 11 657 382 300 yens (plus de 100,2 millions d'euros).
Il a été annoncé le 9 septembre 2019 que le long métrage a rapporté plus de 12,18 milliards de yens pour 9 139 915 entrées depuis sa sortie en salles ; il est actuellement le 7e film japonais le plus lucratif au Japon après avoir dépassé Le vent se lève (12,02 milliards de yens) et est aussi le 6e film d'animation japonais de tous les temps et il est le film le plus rentable (toutes catégories confondues) de 2019 au Japon, après avoir fini en tête du film en prise de vues réelles Aladdin.
Le long-métrage a rapporté plus de 13 milliards de yens après 67 jours d'exploitation et a vendu plus de 10 millions de billets après 75 jours.
Tenki no ko débute à la deuxième place du box-office singapourien lors de la semaine de sa sortie et il est resté cinquième au box-office malaisien lors de sa deuxième semaine.
Le film a rapporté 154 millions de yuans du box-office chinois lors de son weekend de sa sortie en novembre 2019, et est devenu le huitième film japonais le plus lucratif en Chine.

### Critiques
Les premières critiques hors du Japon ont donné une réponse mitigée à Tenki no ko. Brian Ashcraft pour Kotaku a fait l'éloge du film en indiquant que « certaines parties du film sont incroyablement émouvantes et pour avoir mêlé des croyances shinto à la vie japonaise contemporaine, comme prier et accomplir des rituels à un dieu pour obtenir un temps clair », mais a écrit par la suite que « le plus gros problème de Weathering with You : c'est qu'il est une continuation de Your Name. ». Daryl Harding, écrivant pour Crunchyroll News, a salué l'aspect de construction du monde du film, déclarant que « Shinkai a le doigt sur l'impulsion de l'atmosphère moderne de Tokyo  [sic] », mais a critiqué la similitude entre Weathering with You et Your Name.. Kim Morrissy d'Anime News Network a également donné au film une critique dans l'ensemble positive, louant les visuels du film et l'utilisation de la météo pour transmettre la métaphore de l'histoire, mais critiquant la réalisation dans la seconde moitié du film. Elle a écrit que « Shinkai était à l'évidence contraint par la nécessité d'adapter son histoire à un modèle particulier, un modèle qui ne semblait pas correspondre à l'intrigue cette fois-ci ».
Ollie Barder, écrivant pour Forbes, a décrit l'animation de Weathering with You comme « incroyable » et a reconnu sa capacité à donner vie à « Tokyo de manière palpable ». Il félicite par la suite Makoto Shinkai pour sa manière de dépeindre « la faune et les paysages ». James Marsh du South China Morning Post encense le film pour son animation mais l'a critiqué pour son manque de « clarté de la vision comme on peut le voir dans Your Name. ». Il décrit l'intrigue comme étant plus simple que celle de Your Name. mais a ajouté qu'il restait quelques « points de cette intrigue » sans réponse. Terence Toh, rédigeant pour The Star, fait l'éloge des personnages et de l'histoire du film en affirmant que « Weathering With You se vante de merveilleux visuels et de personnages plaisants. L'histoire tient aussi d'aplomb ».